# Часы обратного отсчёта в Тегеране
Часы обратного отсчёта — цифровое табло-таймер на Площади Палестины в Тегеране, установленное в 2017 году и отсчитывавшее время до предполагаемого «уничтожения Израиля» к 2040 году.

## Описание
Часы представляли собой крупный электронный дисплей с отсчётом дней, часов и минут до 2040 года. Были установлены по инициативе властей Ирана в ознаменование 25-летнего срока, исходя из заявления верховного лидера Али Хаменеи, сделанного в 2015 году, что Израиля «не будет существовать» к этому времени.
Часы стали символом официальной идеологии Ирана, регулярно упоминавшей «уничтожение сионистского режима».
Из-за постоянных отключений электоэнергии часы неоднократно останавливались и обнуляли показания.

## Уничтожение
23 июня 2025 года ВВС Израиля нанесли авиаудары по Тегерану, в числе объектов — тюрьма Эвин и часы на Палестинский площади, уничтожив их. Удар по часам был воспринят как символическое уничтожение идеологического послания режима.

## Значение
- Табло рассматривалось как символ враждебной идеологии, призывающей к уничтожению Израиля.
- Уничтожение часов стало мощным символическим жестом Израиля, демонстрирующим готовность бороться против враждебных посланий[3].
- Этот инцидент усилит международное напряжение и может иметь долгосрочные меморандумические и политические последствия.